# Hell in a Cell 2018
Hell in a Cell (2018) was een professioneel worstel-pay-per-view (PPV) en WWE Network evenement dat geproduceerd werd door WWE voor hun Raw en SmackDown brand. Het was de 10e editie van Hell in a Cell en vond plaats op 16 september 2018 in het AT&T Center in San Antonio, Texas.

## Matches
| Nr. | Match | Winnaar(s)                    | Opmerkingen | Bron  |
| --- | --- | ----------------------------- | --- | ----- |
| 1p  | The New Day (Big E & Kofi Kingston) (c) (met Xavier Woods) vs. Rusev Day (Aiden English & Rusev) (with Lana) | The New Day                   | Tag team match voor het WWE SmackDown Tag Team Championship | [ 2 ] |
| 2   | Randy Orton vs. Jeff Hardy                                                                                   | Randy Orton                   | Dit was een Hell in a Cell match. | [ 2 ] |
| 3   | Becky Lynch vs. Charlotte Flair (c)                                                                          | Becky Lynch                   | Eén-op-één match voor het WWE SmackDown Women's Championship. | [ 2 ] |
| 4   | Dolph Ziggler & Drew McIntyre vs. Dean Ambrose & Seth Rollins                                                | Dolph Ziggler & Drew McIntyre | Tag team match voor het WWE Raw Tag Team Championship | [ 2 ] |
| 5   | AJ Styles vs. Samoa Joe                                                                                      |                               | Eén-op-één match voor het WWE Championship. | [ 2 ] |
| 6   | The Miz & Maryse vs. Daniel Bryan & Brie Bella                                                               | The Miz & Maryse              | Dit was een Mixed Tag Team Match. | [ 2 ] |
| 7   | Ronda Rousey (c) (met Natalya) vs. Alexa Bliss (met Alicia Fox & Mickie James)                               | Ronda Rousey                  | Eén-op-één match voor het WWE Raw Women's Championship. | [ 2 ] |
| 8   | Roman Reigns (c) vs. Braun Strowman                                                                          | N.V.T.                        | Hell in a Cell match voor het WWE Universal Championship met Mick Foley als Special Guest Referee. Strowman cashte zijn Money in the Bank contract in om deze match te maken. | [ 2 ] |